# 七级码头
七级码头，位于山东省阳谷县七级镇。是中华人民共和国山东省省级文物保护单位之一。
2013年，列入第四批山东省文物保护单位，该文物保护单位是一座大运河遗址。